# Даровне
Даровне (пол. Darowne) — село в Польщі, у гміні Ополе-Любельське Опольського повіту Люблінського воєводства.
Населення — 155 осіб (2011).

## Демографія
Демографічна структура станом на 31 березня 2011 року:
|          | Загалом | Допрацездатний вік | Працездатний вік | Постпрацездатний вік |
| -------- | ------- | ------------------ | ---------------- | -------------------- |
| Чоловіки | 77      | 19                 | 46               | 12                   |
| Жінки    | 78      | 15                 | 43               | 20                   |
| Разом    | 155     | 34                 | 89               | 32                   |